# Steeg (Overath)

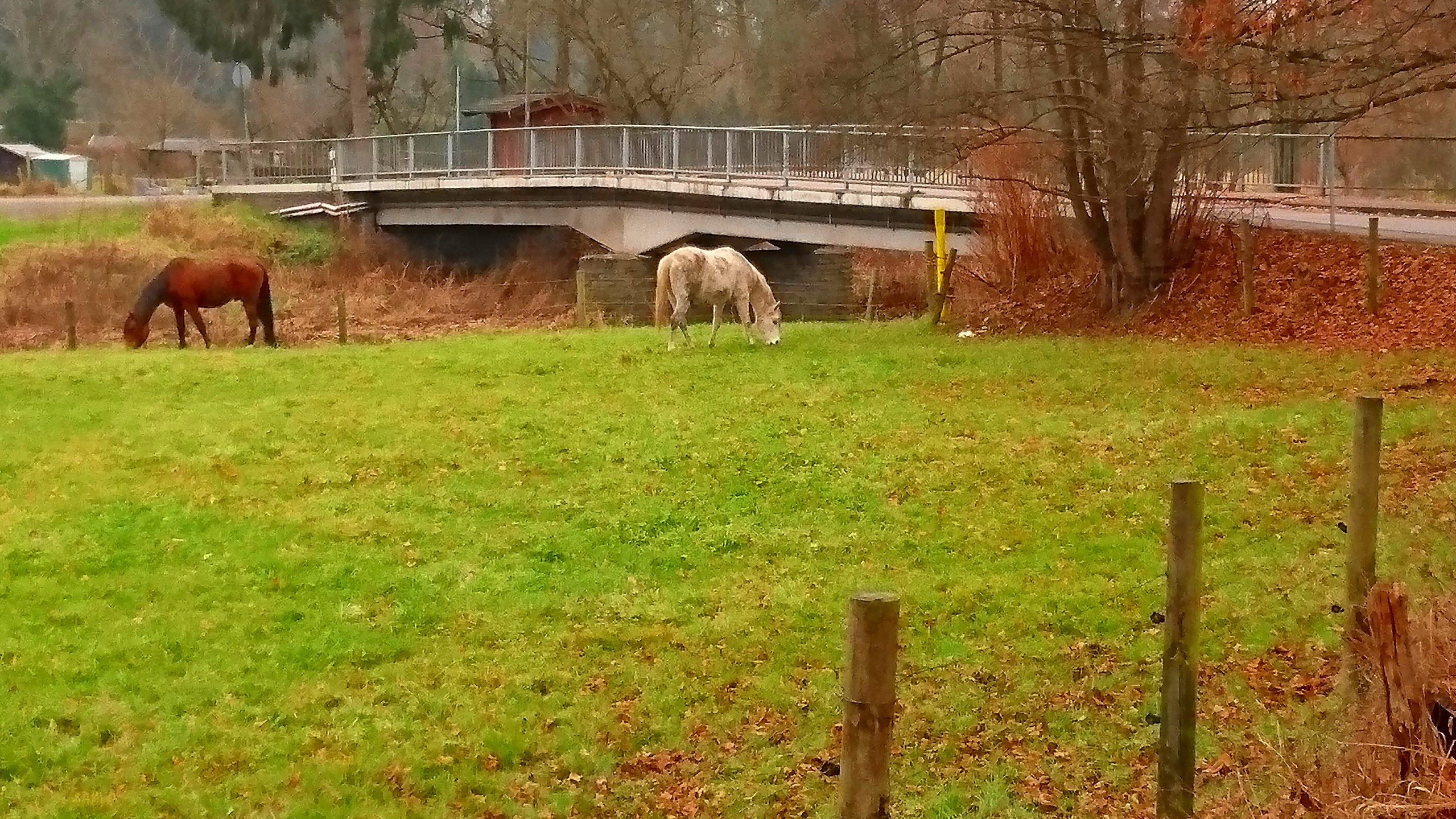
Brücke Untersteeg

Steeg, zur Unterscheidung zu den nahen Orten Obersteeg und Mittelsteeg früher auch Untersteeg genannt, ist ein Ortsteil von Steinenbrück in der Stadt Overath im Rheinisch-Bergischen Kreis in Nordrhein-Westfalen, Deutschland.

## Lage und Beschreibung
Der kleine Ortsteil Steeg liegt an der Sülz, zu erreichen über die Landesstraße 284 (Oberauel) zwischen Untereschbach und Immekeppel. Ortschaften in der  Nähe sind Schmitzbüchel und Tongrube Oberauel.

## Geschichte
Die Topographia Ducatus Montani des Erich Philipp Ploennies, Blatt Amt Steinbach, belegt, dass der Wohnplatz bereits 1715 zwei Hofstellen besaß, die als Steeg beschriftet sind. Carl Friedrich von Wiebeking benennt die Hofschaft auf seiner Charte des Herzogthums Berg 1789 als am Stege. Aus ihr geht hervor, dass der Ort zu dieser Zeit Teil der Honschaft Löderich im Kirchspiel Overath war.
Der Ort ist auf der Topographischen Aufnahme der Rheinlande von 1817 als Steeg verzeichnet. Die Preußische Uraufnahme von 1845 zeigt den Wohnplatz unter dem Namen Steg. Die Preußische Neuaufnahme von 1892 zeigt den Ort als Untersteeg. Danach ist er auf Messtischblättern regelmäßig als Steeg verzeichnet.
1822 lebten 15 Menschen im als Hof kategorisierten Ort, der nach dem Zusammenbruch der napoleonischen Administration und deren Ablösung zur Bürgermeisterei Overath im Kreis Mülheim am Rhein gehörte. Für das Jahr 1830 werden für den als Steeg bezeichneten Ort 19 Einwohner angegeben. Der 1845 laut der Uebersicht des Regierungs-Bezirks Cöln als Hof und Mühle kategorisierte Ort besaß zu dieser Zeit acht Wohngebäude mit 37 Einwohnern, alle katholischen Bekenntnisses.
Die Liste Einwohner und Viehstand von 1848, die unter anderem der Steuererhebung diente, gibt ein wenig Einblick in die damaligen Lebensverhältnisse.  Sie zählt in Steeg 35 Einwohner, darunter 16 Kinder. Von den sieben  Haushaltungsvorständen sind vier als Ackerer aufgeführt: Johann Joseph Joust, Wilhelm Krütt, Johann Katzemich und Christoph Schwamborn.  Drei werden als Tagelöhner bezeichnet: Friedrich Altenrath, Peter Miebach und Jacob Scherer (1 Ziege, arm).  Als ohne Gewerb, Besitzer 1 Ziege und arm wird  Jacob Müllerholz erwähnt. Das meiste Vieh des Orts zählte die Obrigkeit bei Johann Katzemich: 1 Ochse, 3 Kühe, 2 Schweine.
Die Gemeinde- und Gutbezirksstatistik der Rheinprovinz führt Steeg 1871 mit zehn Wohnhäusern und 58 Einwohnern auf. Im Gemeindelexikon für die Provinz Rheinland von 1888 werden für Steeg 12 Wohnhäuser mit 69 Einwohnern angegeben. 1895 besitzt der Ort zehn Wohnhäuser mit 66 Einwohnern, 1905 werden elf Wohnhäuser und 67 Einwohner angegeben.

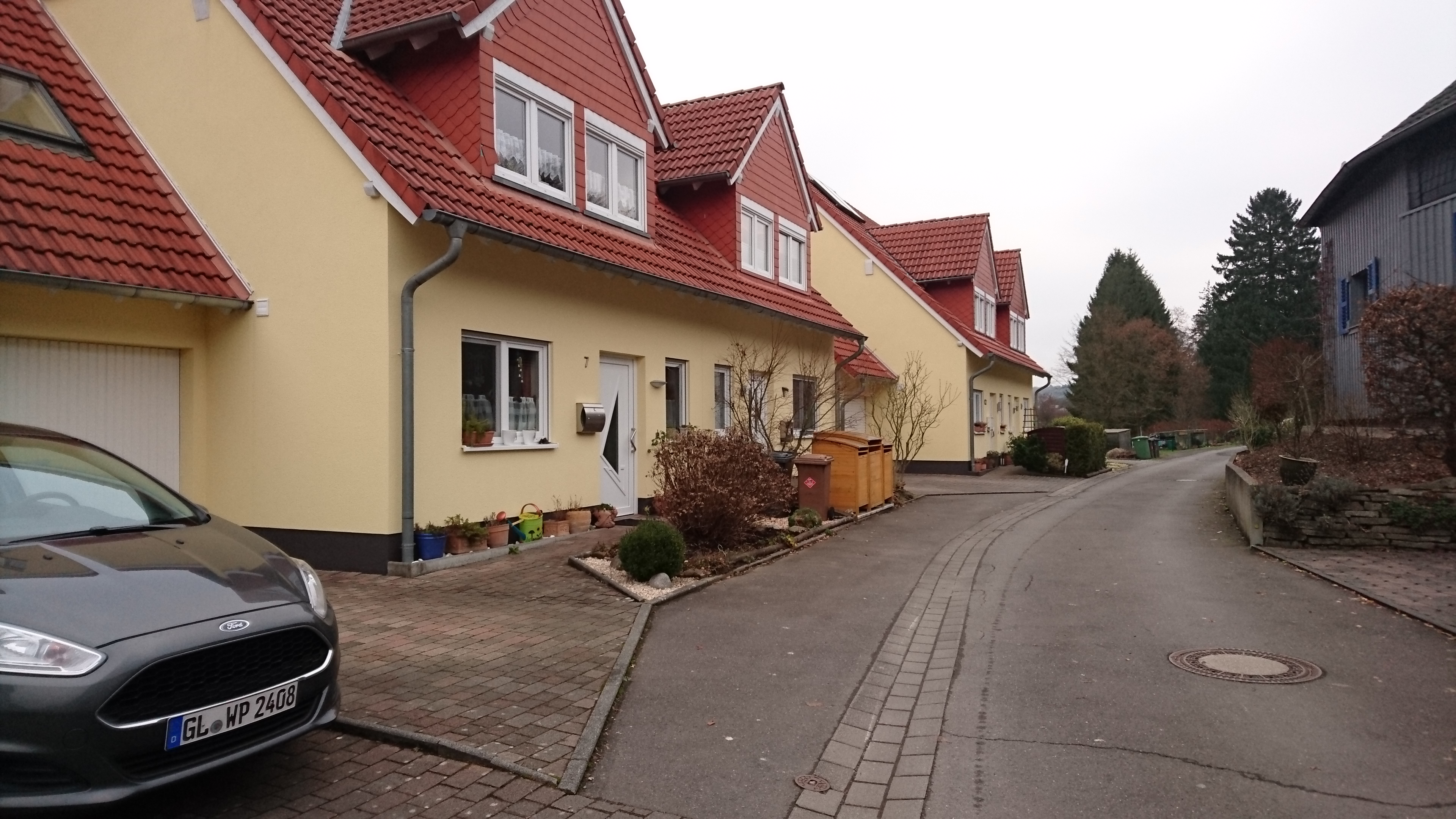
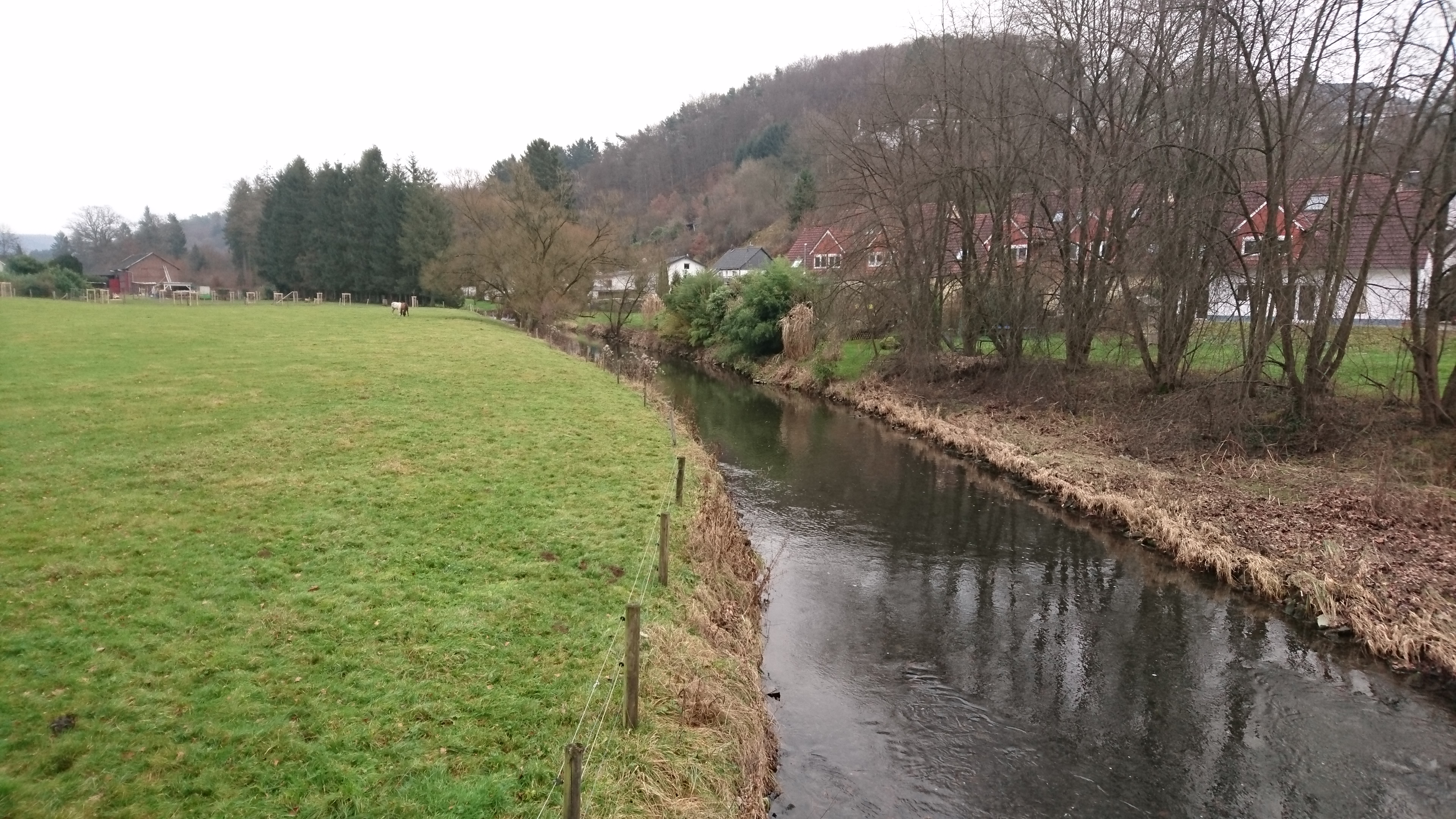